# Live! at the Star-Club in Hamburg, Germany; 1962
Live! at the Star-Club in Hamburg, Germany; 1962 is een livealbum met een optreden van The Beatles in de Star-Club in Hamburg op Oudejaarsavond 1962, tijdens hun vijfde en laatste verblijf in Hamburg.
Terwijl ze bij hun voorgaande verblijven in Hamburg Pete Best als drummer hadden, was ditmaal Ringo Starr de drummer van de band. Beatles manager Brian Epstein en vriend Klaus Voormann waren ook aanwezig bij het optreden, maar beiden zijn niet terug te vinden op de opnames.

## Geschiedenis
De originele geluidsband was opgenomen op een home-taperecorder door Ted "Kingsize" Taylor, en er werd overwogen deze uit te brengen als livealbum toen de Beatlemania begon, om zo geld binnen te krijgen. De geluidskwaliteit was echter uitermate zwak waardoor het plan werd stopgezet, waarna de geluidsband ruim een decennium zoek raakte in een Liverpools kantoor.
De eerste Beatles manager Allan Williams vertelde in zijn memoires, The Man Who Gave The Beatles Away, dat hij er in het midden van de jaren 70 achter kwam dat de geluidband ergens in een kantoor lag dat op het punt stond gesloopt te worden. Hij kreeg toestemming het pand binnen te gaan en wist zo de band terug te vinden. Lingasong Records kocht de rechten op van de geluidsband en investeerde destijds 125.000 dollar in een remix van de originele opnames.
Allmusic gaf de uitgave slechts één punt van de mogelijk te behalen vijf, met het commentaar dat de kwaliteit van het album slecht was, en het ondanks het enorme succes van de Beatles 15 jaar duurde voordat Taylor iemand vond om dit te verkopen als een plaat. Desondanks gaf het album een waardevol inzicht in de oude manier van optreden door de Beatles. Q Magazine, die beschreef dat het album op een bepaalde manier "historisch interessant" was, zei: "The show seems like a riot but the sound itself is terrible - like one hell of a great party going on next door."
De opnames werden daarna verscheidene keren uitgebracht in verschillende vormen, vaak met de verkeerde vermelding dat het opgenomen was in de lente van 1962, waardoor een misverstand ontstond over de samenstelling van de band op het album.
In 1981 bracht Audio Fidelity Enterprises het album uit als Historic Sessions (cat. AFELD 1018) met alle dertig nummers, omdat zowel de German Bellaphon/UK Lingasong en de US Lingasong niet de volledige opnames uitbrachten; "I'm Gonna Sit Right Down and Cry (Over You)", "Till There Was You", "Sheila" en "Where Have You Been All My Life" werden weggelaten op de German Bellaphon/UK Lingasong versie, terwijl "I Saw Her Standing There", "Ask Me Why", "Twist and Shout" en "Reminiscing" werden weggelaten op de US Lingasong versie.
Een ander nummer dat ook vaak terechtkomt op albums met dit materiaal is "Hully Gully", geschreven door Fred Smith en Cliff Goldsmith. Terwijl dit nummer ook diezelfde nacht werd opgenomen, werd het destijds niet door de Beatles gespeeld maar door Cliff Bennett and the Rebel Rousers.

## Nummers
1. "Introduction/I Saw Her Standing There" (Lennon/McCartney) – 3:01
2. "Roll Over Beethoven" (Chuck Berry) – 2:15
3. "Hippy Hippy Shake" (Chan Romero) – 1:52
4. "Sweet Little Sixteen" (Chuck Berry) – 3:20
5. "Lend Me Your Comb" (Wise/Weisman) – 2:00
6. "Your Feets too Big" (Benson/Fisher) – 2:24
7. "Road Runner (Ellas McDaniel)/Twist and Shout" (Medley/Russell) – 2:20
8. "Mr. Moonlight" (Johnson) – 2:23
9. "A Taste of Honey" (Scott/Marlow) – 2:10
10. "Bésame Mucho" (Velázquez/Skylar) – 2:46
11. "Reminiscing" (King Curtis) – 2:05
12. "Kansas City/Hey-Hey-Hey-Hey! (Leiber/Stoller, Penniman) – 2:56
13. "Nothin' Shakin' (But the Leaves on the Trees)" Colocrai/Fontaine/Gluck/Lampert – 1:24
14. "To Know Her Is to Love Her" (Phil Spector) – 3:23
15. "Little Queenie" (Chuck Berry) – 3:57
16. "Falling in Love Again" (Hollander/Lerner) – 2:14
17. "Ask Me Why" (Lennon/McCartney) – 2:33
18. "Be-Bop-A-Lula" (Vincent/Davis) – 2:29
  - Featuring Fred Fascher on lead vocal.
19. "Hallelujah, I Love Her So" (Ray Charles) – 2:08
  - Featuring Horst Fascher on lead vocal.
20. "Red Sails in the Sunset" (Kennedy/Williams) – 2:11
21. "Everybody's Trying to Be My Baby" (Carl Perkins) – 3:04
22. "Matchbox" (Carl Perkins) – 2:37
23. "I'm Talking About You" (Chuck Berry) – 2:06
24. "Shimmy Shimmy" (Massey/Schubert) – 2:20
25. "Long Tall Sally" (Johnson/Penniman/Blackwell) – 1:47
26. "I Remember You" (Schertzinger/Metter) – 1:56
27. "Where Have You Been All My Life?" (Weill/Mann) – 2:09
28. "Till There Was You" (Meredith Willson) – 2:02
29. "Sheila" (Tommy Roe) – 2:00
30. "I'm Gonna Sit Right Down and Cry (Over You)" (Thomas/Biggs) – 2:43